# Shirley Ellis
Shirley Ellis, rodným jménem Shirley Marie O'Garra, vdaná Elliston, (19. ledna 1929 – 5. října 2005) byla americká zpěvačka.
Narodila se v newyorském Bronxu, její otec pocházel z Montserratu a matka z Baham. V roce 1979 se vdala za Arnolda Alphonsa Ellistona, s nímž působila v kapele Metronomes. V 50. letech psala písně pro jiné interprety. První vlastní singl „A Beautiful Love / Love Can Make You Know“ vydala v roce 1961 pod jménem Shirley Elliston, později používala zkrácené příjmení Ellis. Největší úspěchy slavila s písněmi „The Nitty Gritty“ (1963), která se umístila na osmé příčce hitparády Billboard Hot 100, „The Name Game“ (1964), která tamtéž dosáhla třetí pozice, a „The Clapping Song“ (1965), rovněž osmé. Spoluautorem písní byl její manažer Lincoln Chase. Zpočátku vydávala u vydavatelství Congress Records a Kapp Records, později Columbia Records.
Koncem 60. let se hudbě přestala věnovat. Zemřela v roce 2005 ve věku 76 let.
Její písně byly použity v reklamách společností Samsung, Walmart a Amazon Prime, a také ve filmech Joy (2015), Krotitelé duchů: Odkaz (2021) a Maestro (2023). Coververze jejích písní nahráli například Laura Branigan, Roger Taylor, Gladys Knight a Divine.

## Diskografie

### Studiová alba
- In Action (1964)
- The Name Game (1965)
- Sugar, Let's Shing-a-Ling (1967)

### Kompilace
- The Name Game (1988)
- The Very Best of Shirley Ellis (1995)
- The Complete Congress Recordings (2001)
- Three Six Nine!: The Best of Shirley Ellis (2018)[4]

### Singly
- „The Nitty Gritty“ (1963)
- „(That's) What the Nitty Gritty Is“ (1964)
- „Shy One“ (1964)
- „Such a Night“ (1964)
- „The Name Game“ (1964)
- „The Clapping Song (Clap Pat Clap Slap)“ (1965)
- „The Puzzle Song (A Puzzle in Song)“ (1965)
- „I Will Never Forget“ (1965)
- „You Better Be Good, World“ (1965)
- „Ever See a Diver Kiss His Wife While the Bubbles Bounce About Above the Water?“ (1966)
- „Birds, Bees, Cupids and Bows“ (1966)
- „Soul Time“ (1967)
- „Sugar Let's Shing-a-Ling“ (1967)